# 独立宣言 (絵画)
『独立宣言』（どくりつせんげん、Declaration of Independence）は、アメリカ合衆国の画家ジョン・トランブルによる、アメリカ独立宣言の草稿を第2回大陸会議に提出する様子を描いた油彩画である。

## 概要
この絵は、1817年に発注され、1819年に購入された後、1826年にアメリカ合衆国議会議事堂のロタンダに設置された。それ以前に同じシーンを描いたより小さなサイズの絵（現在はイェール大学美術館に所蔵）があり、それを元に描かれた。トランブルはこの絵を描くにあたって、絵の中の物の多くを実際に実物を見、第2回大陸会議が開かれた独立記念館を訪れた。
この絵は、独立宣言書の署名の様子を描いたものと誤って説明されることがある。この絵に描かれているのは、1776年6月28日に5人の起草委員が宣言の草案を大陸会議に提出する様子であり、同年7月2日に行われた署名の様子ではない。
この絵には、独立宣言書に署名した56人のうち42人が描かれている。トランブルは当初、56人全員を描くつもりだったが、全員の肖像画を手に入れることができなかった。また、ジョン・ディキンソンをはじめとする、議論には参加したが署名はしなかった人物も描かれている。トランブルは、ベンジャミン・ハリソン5世の肖像画を入手できなかったが、息子のベンジャミン・ハリソン6世が父親に似ていると言われていたことから、6世の姿を代わりに描いている。同様に、スティーヴン・ホプキンスについても、よく似ていた息子のルーファス・ホプキンスの姿で代用している。独立宣言文の議論と署名は、大陸会議のメンバーが入れ替わる時期に行われていたため、この絵に描かれた人物全員が同時に同じ部屋にいたことは実際にはない。
この絵では、トーマス・ジェファーソンがジョン・アダムズの足を踏んでいるように見えることから、これは2人のライバル関係を象徴しているのではないかと言われていた。しかし、実際には2人の足は単に接近して描かれているだけである。この部分は、この絵を元にした2ドル紙幣では正しく描かれている。
奥の壁には、独立戦争時にイギリスの連隊から奪い取ったトランペットやドラム、連隊旗が描かれている。これは、2ドル紙幣版など、一部の版では省略されている。

## 絵に描かれた人物

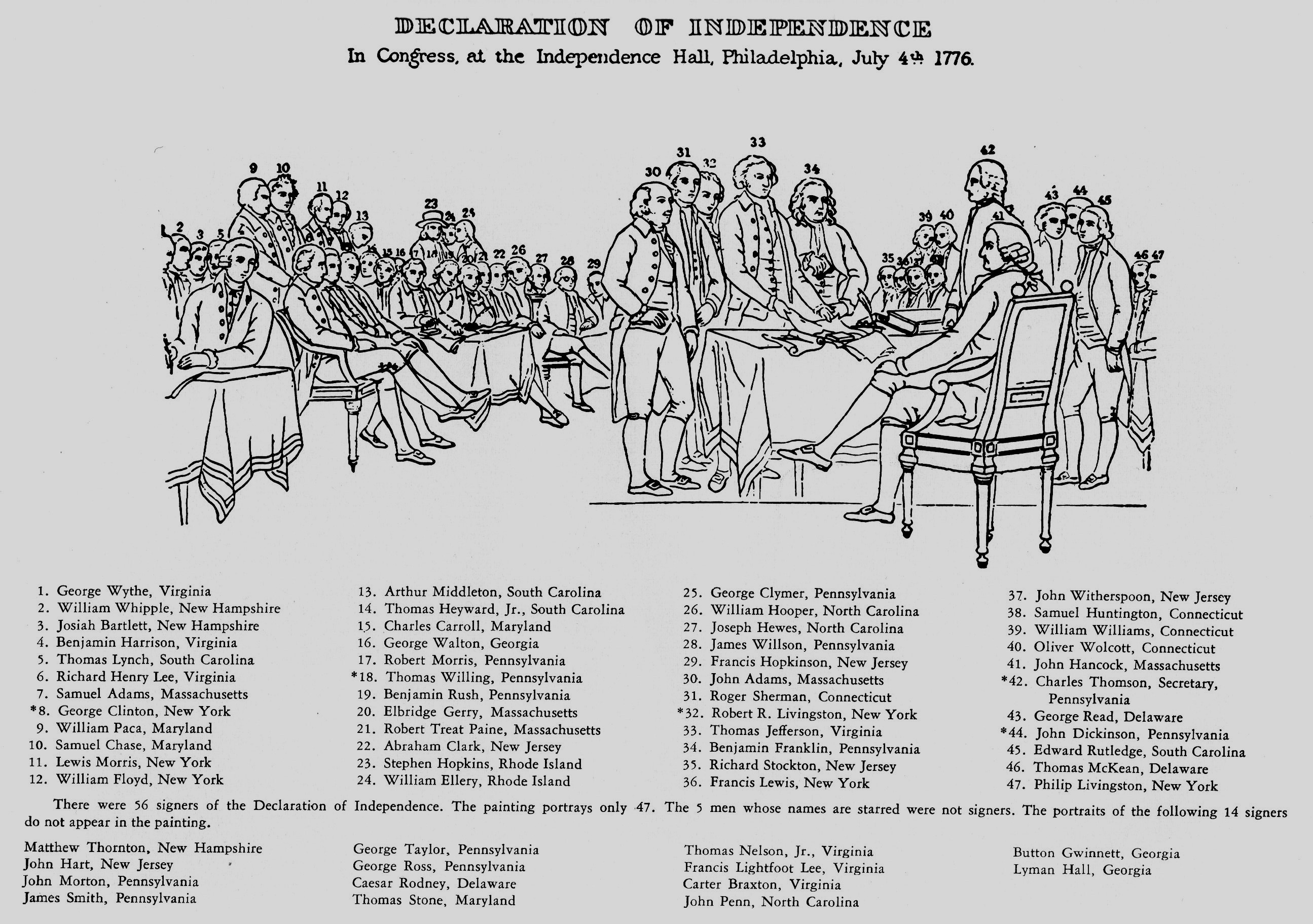
描かれた人物の検索図

この絵に描かれている47人の人物に対する以下の数字は、アメリカ政府の出版物"Art of the Capitol"で使用されているものである。概ね左から右に振られているが、必ずしも順番通りではない。
画面左端で座っている4人:
- 1. ジョージ・ワイス
- 2. ウィリアム・ホィップル
- 3. ジョサイア・バートレット
- 5. トマス・リンチ・ジュニア

その右の、テーブルに手をついている人物:
- 4. ベンジャミン・ハリソン

ハリソンの右の、立っている5人の前で並んで座っている3人:
- 6. リチャード・ヘンリー・リー
- 7. サミュエル・アダムズ
- 8. ジョージ・クリントン

その後ろで立っている5人:
- 9. ウィリアム・パカ
- 10. サミュエル・チェイス
- 11. ルイス・モリス
- 12. ウィリアム・フロイド
- 13. アーサー・ミドルトン

2つの立っている列の間で座っている3人:
- 14. トマス・ヘイワード・ジュニア
- 15. チャールズ・キャロル
- 16. ジョージ・ウォルトン

後方で立っている3人:
- 23. スティーヴン・ホプキンス（着帽）
- 24. ウィリアム・エラリー
- 25. ジョージ・クライマー

その前で座っている10人:
- 17. ロバート・モリス
- 18. トーマス・ウィリング
- 19. ベンジャミン・ラッシュ
- 20. エルブリッジ・ゲリー
- 21. ロバート・トリート・ペイン
- 22. エイブラハム・クラーク
- 26. ウィリアム・フーパー
- 27. ジョセフ・ヒューズ
- 28. ジェイムズ・ウィルソン
- 29. フランシス・ホプキンソン

画面中央のテーブルの左側に立っている5人（五人委員会）:
- 30. ジョン・アダムズ
- 31. ロジャー・シャーマン
- 32. ロバート・リビングストン
- 33. トーマス・ジェファーソン
- 34. ベンジャミン・フランクリン

部屋の右隅で座っている4人:
- 35. リチャード・ストックトン
- 36. フランシス・ルイス
- 37. ジョン・ウィザースプーン
- 38. サミュエル・ハンティントン

部屋の右隅で立っている2人:
- 39. ウィリアム・ウィリアムス
- 40. オリヴァー・ウォルコット

画面中央のテーブルの右側にいる2人:
- 42. チャールズ・トムソン（立っている）
- 41. ジョン・ハンコック（座っている）

画面右端で立っている3人:
- 43. ジョージ・リード
- 44. ジョン・ディキンソン
- 45. エドワード・ラトリッジ

画面右端で座っている2人:
- 46. トマス・マッキーン
- 47. フィリップ・リビングストン

注記:  -  独立宣言書の署名者ではないが、この絵には描かれている人物。このうち、チャールズ・トムソンは、失われたオリジナルの文書には署名したと考えられている。ジョージ・クリントンは宣言の署名には参加していない。

## 描かれていない署名者
独立宣言の署名者のうち、以下の14人はこの絵に描かれていない。
- マシュー・ソーントン（ニューハンプシャー）
- ジョン・ハート（ニュージャージー）
- ジョン・モートン（ペンシルベニア）
- ジェイムズ・スミス（ペンシルベニア）
- ジョージ・テイラー（ペンシルベニア）
- ジョージ・ロス（ペンシルベニア）
- シーザー・ロドニー（デラウェア）
- トマス・ストーン（メリーランド）
- トマス・ネルソン・ジュニア（バージニア）
- フランシス・ライトフット・リー（バージニア）
- カーター・ブラクストン（バージニア）
- ジョン・ペン（ノースカロライナ）
- バトン・グインネット（ジョージア）
- ライマン・ホール（ジョージア）

## 紙幣と切手

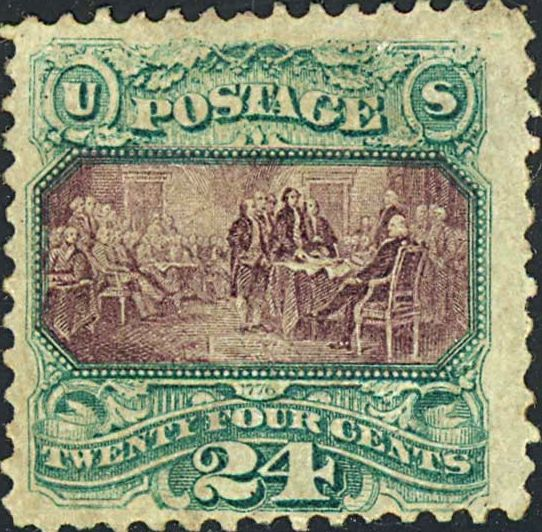
1869年発行の24セント普通切手

この絵は、アメリカ合衆国の紙幣や切手のデザインに何度か使用されている。最初に使われたのは、1863年に発行された100ドル紙幣の裏面だった。100ドル紙幣の絵は、アメリカン・バンクノート社のフレデリック・ガーシュのエングレービングによる。6年後の1869年に発行された24セント切手にも、同じエングレービングが使用されている。
この絵は現行の2ドル札の裏面に描かれている。そこには、元のトランブルの絵に描かれた47人のうち40人が描かれている。切り取られている7人は、左端の4人（ジョージ・ワイス、ウィリアム・ウィップル、ジョサイア・バートレット、トマス・リンチ・ジュニア）、右端の2人（トマス・マッキーン、フィリップ・リヴィングストン）、左後方に座っている3人のうちの1人（ジョージ・ウォルトン）である。さらに、サミュエル・チェイスとルイス・モリスの間に1人、ジェームズ・ウィルソンとフランシス・ホプキンソンの間に1人、それぞれ追加され（それが誰であるかは不明）、合計42人となっている。

## 他の版

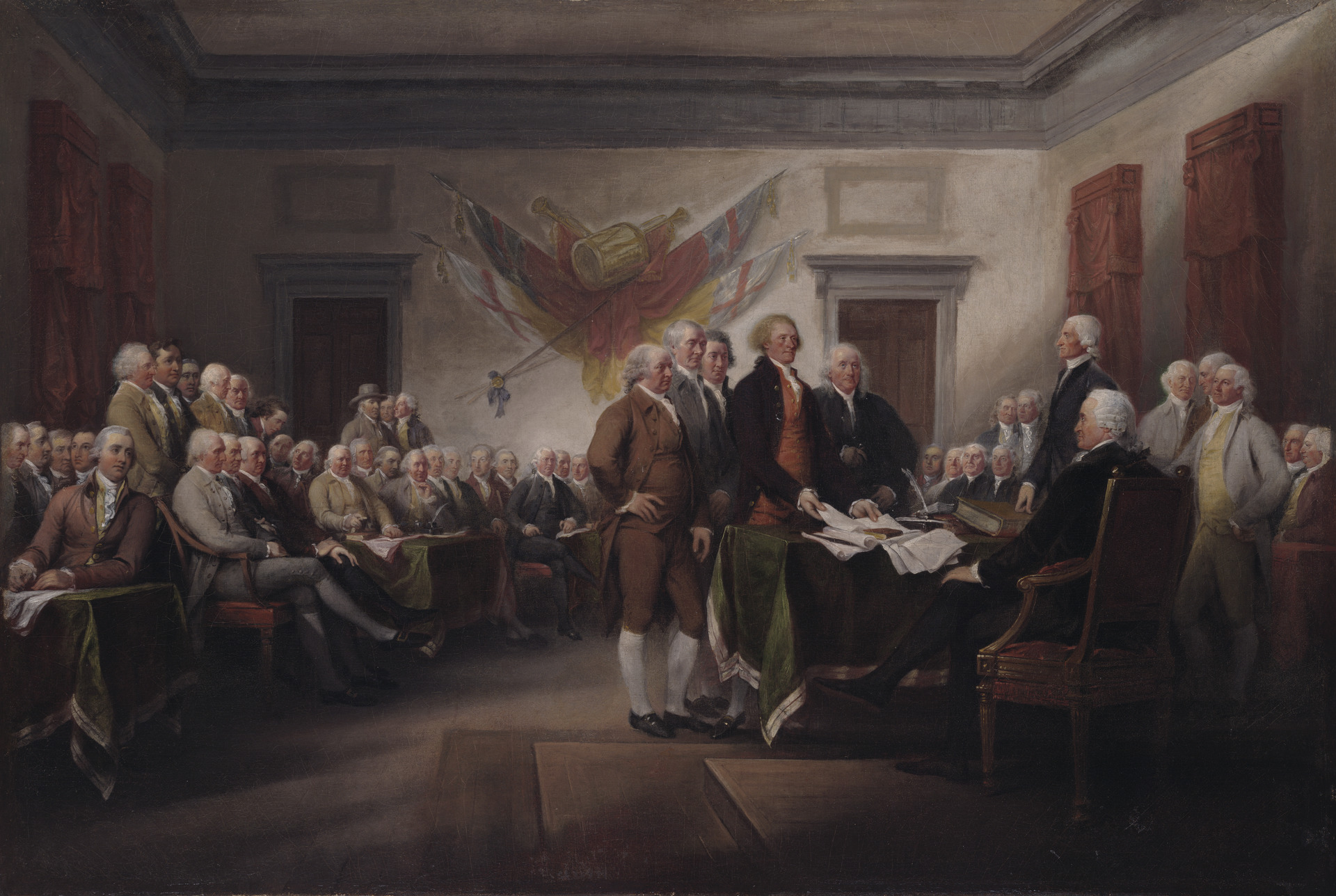
The Declaration of Independence, July 4, 1776, John Trumbull, (1786–1820), Yale University Art Gallery

トランブルは、議会議事堂に設置されているものの前に、小さいサイズ（20.875 by 31インチ (53.02 cm × 78.74 cm)）の物を描いている。現在はイェール大学美術館で展示されている。

## 遺産と解釈
2017年、Ancestry.com社は、広告キャンペーン"Declaration Descendants"（宣言の子孫）の一環として、描かれている人物の子孫29人によりこの絵を再構成した。このキャンペーンに合わせて2つの短編映像が作られ、インターネット上で公開された。トーマス・ジェファーソンから6代目の子孫となる人物は「この新しい写真、新しいイメージを見ると、多様な人々の写真になっています。黒人、白人、ヒスパニック、ネイティブアメリカン、それに少しのアジア人など。これは、この国をよりよく表現しています」と述べた。
2008年に放送されたHBOのテレビドラマ『ジョン・アダムズ』では、第7部の最後のシーンで、画家のジョン・トランブルが自分の巨大な壁画を年老いたジョン・アダムズに見せて承認を得る場面がある。アダムズはその絵を見つめながら、「みんな死んでしまった……私とジェファーソン以外は」と語る。そして、トランブルに作品を承認しないと述べた。このことがきっかけとなり、2人の間で芸術的な改変と歴史的な正確さの違いについて短い議論が交わされた。